# Tầm Giang

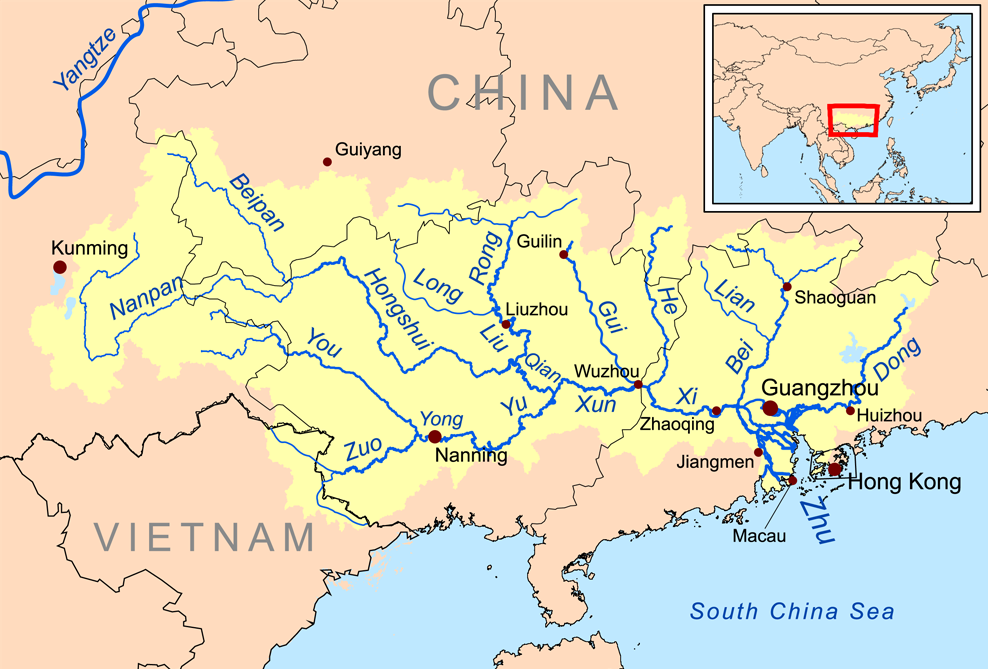
Hệ thống sông Châu Giang, Tầm giang trên bản đồ này viết là Xun.

Sông Tầm hay Tầm Giang (tiếng Trung: 浔江), còn gọi là Tang Giang (桑江), là một đoạn ngắn thuộc hệ thống sông Châu Giang, là đoạn thượng du của Tây Giang. Nó là sự hợp lưu của Kiềm Giang với Úc Giang tại trung tâm huyện cấp thị Quế Bình (Quý Cảng, Quảng Tây) và chảy tới khu vực trung tâm của địa cấp thị Ngô Châu (Quảng Tây). Tại đây nó hợp lưu với Quế Giang để tạo thành sông Tây Giang. Tổng chiều dài đoạn sông này khoảng 170 km, với chiều rộng trung bình đạt 573 m, độ sau trung bình đạt 3,8 m. Lưu lượng tối đa về mùa khô đạt 4,5 vạn m³/s. Chi lưu của nó là Đại Hoàng giang, từ hướng nam chảy về, hợp lưu gần Ngô Châu. Đại Hoàng giang từng là căn cứ của tướng thủy quân của Thái bình Thiên quốc là La Đại Cương khi ông này chưa gia nhập quân đội của Thái Bình thiên quốc.

## Hệ thống sông Tây Giang
| Hệ thống sông Tây Giang | Hệ thống sông Tây Giang | Hệ thống sông Tây Giang | Hệ thống sông Tây Giang | Hệ thống sông Tây Giang |
| ----------------------- | ----------------------- | ----------------------- | ----------------------- | ----------------------- |
|                         |                         |                         | Hạ Giang (贺江)         | Tây Giang (西江)        |
|                         |                         | Li Giang (漓江)         | Quế Giang (桂江)        | Tây Giang (西江)        |
| sông Bắc Bàn (北盘江)   | sông Hồng Thủy (红水河) | Kiềm Giang (黔江)       | Tầm Giang (浔江)        | Tây Giang (西江)        |
| sông Nam Bàn (南盘江)   | sông Hồng Thủy (红水河) | Kiềm Giang (黔江)       | Tầm Giang (浔江)        | Tây Giang (西江)        |
| Dung Giang (融江)       | Liễu Giang (柳江)       | Kiềm Giang (黔江)       | Tầm Giang (浔江)        | Tây Giang (西江)        |
| Long Giang (龙江)       | Liễu Giang (柳江)       | Kiềm Giang (黔江)       | Tầm Giang (浔江)        | Tây Giang (西江)        |
| Hữu Giang (右江)        | Ung Giang (邕江)        | Úc Giang (郁江)         | Tầm Giang (浔江)        | Tây Giang (西江)        |
| Tả Giang (左江)         | Ung Giang (邕江)        | Úc Giang (郁江)         | Tầm Giang (浔江)        | Tây Giang (西江)        |